# Dungeon crawl

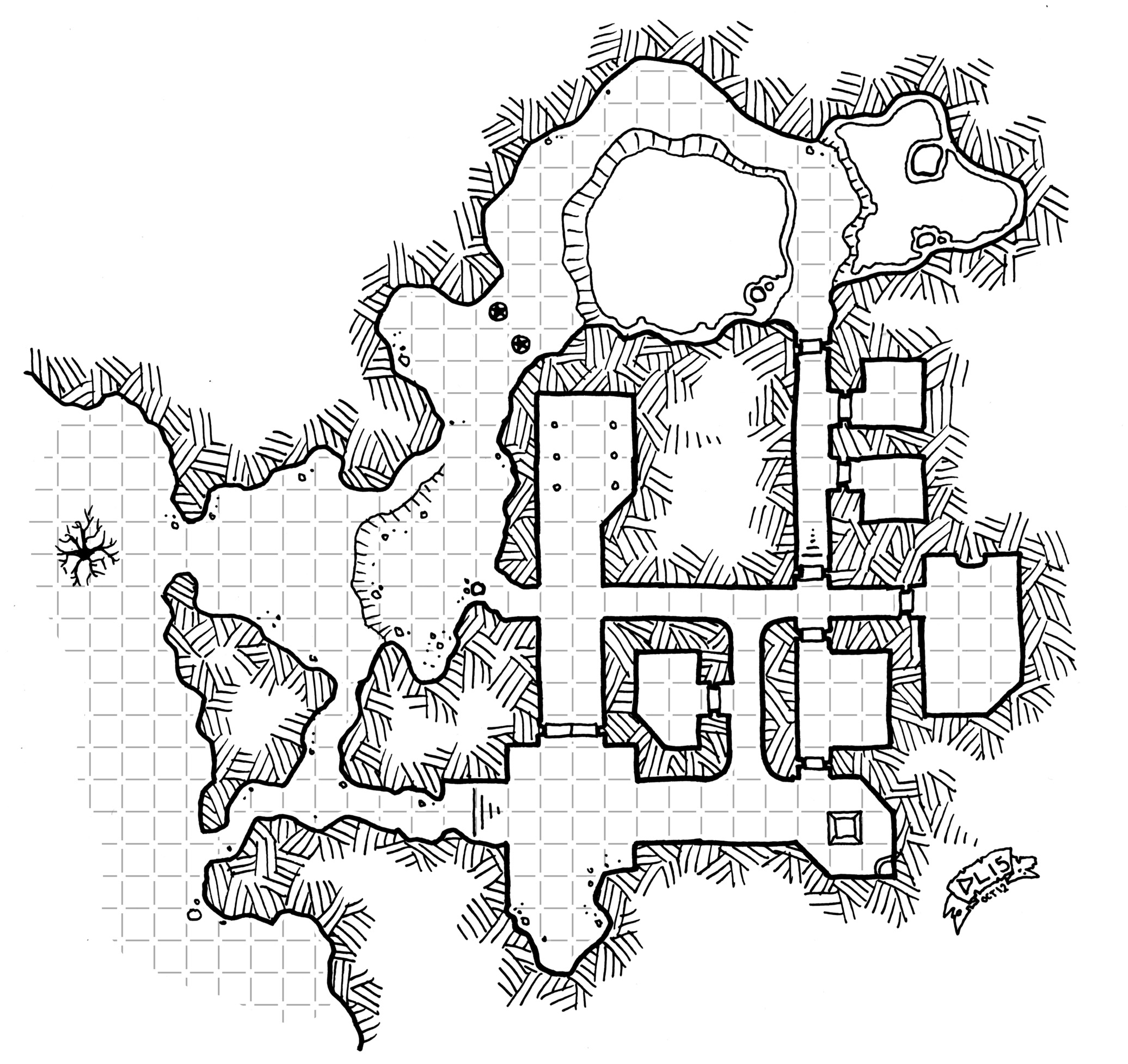
O hartă cu o temniță creată pentru un joc de rol de societate

Un dungeon crawl (cu sensul de furișare prin temniță) este un tip de scenariu din jocurile de rol de fantezie în care eroii străbat un mediu de tip labirint (o temniță), luptă cu diverși monștri, evită capcane, rezolvă puzzle-uri și jefuiesc orice comoară pe care o descoperă. Jocurile video și jocurile de societate care prezintă predominant elemente de dungeon crawl sunt considerate a fi un gen aparte.

## Jocuri de societate
Primul joc dungeon crawl de societate (de masă) a apărut în 1975, când Gary Gygax a inventat  Solo Dungeon Adventures. În acel an a fost  lansat și Dungeon!.  De-a lungul anilor, multe jocuri s-au bazat pe acest concept. Unul dintre cele mai apreciate jocuri de societate de la sfârșitul anilor 2010, Gloomhaven, este dungeon crawler.
Temnița ca un scenariu pentru un joc de rol de societate  își are originea în primele ediții ale jocului Dungeons & Dragons; însăși ideea de a vizita temnițele este bazată pe numele jocului. Formarea acestui tip de scenarii în Dungeons & Dragons a fost influențată de cărți precum Hobbitul de J. R. R. Tolkien, povestirile lui Fritz Leiber despre Fafhrd și Gray Mouser din orașul Lankhmar, Nehwon, Three Hearts and Three Lions; Cruciadă în cosmos și The Broken Sword de Paul Anderson, The Eyes of the Overworld și  Dying Earth de Jack Vance.

## Jocuri video

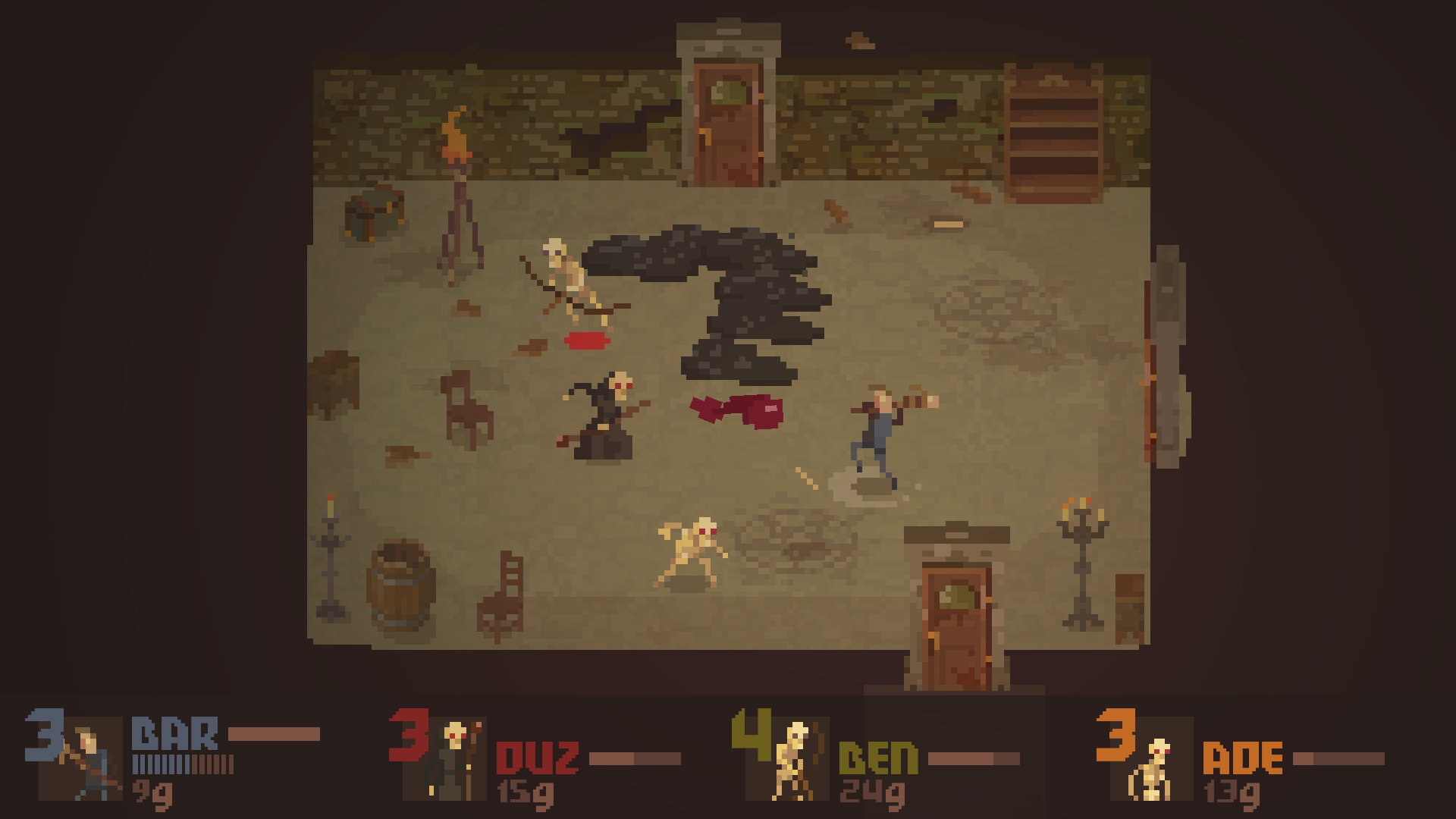
Crawl, un joc de temniță roguelike

Primul joc dungeon crawl pe computer a fost pedit5, dezvoltat în 1975 de Rusty Rutherford pe sistemul interactiv de învățământ PLATO din Urbana, Illinois. Deși acest joc a fost șters rapid din sistem, au apărut mai multe „clone” asemănătoare, inclusiv dnd și  Moria.
Jocuri pe calculator și serii din anii 1980, cum ar fi The Bard's Tale, Cosmic Soldier, Dungeon Master, Gauntlet, Madō Monogatari, Megami Tensei, Might and Magic, Phantasy Star,  Ultima și Wizardry, a ajutat la stabilirea standardelor genului, în timp ce grafica primitivă era de fapt favorabilă acestui stil, datorită necesității de „dale” repetitive sau elemente grafice asemănătoare pentru a crea labirinturi eficiente. Web-site-ul Gamasutra a descris Telengard (1982) ca un "dungeon crawler pur" pentru lipsa de diversiuni și a remarcat temnițele sale expansive ca un „punct cheie de vânzare”.  În Telengard, jucătorul explorează temnițe, luptă contra monștrilor cu magie și evită capcanele în timp real, fără altă misiune stabilită decât să supraviețuiască.
Unele jocuri dungeon crawler ale perioadei au fost și unele jocuri RPG de acțiune (action role-playing game), cum ar fi Dragon Slayer sau The Tower of Druaga. Din acest tip de jocuri au apărut cele considerate a fi din genul „dungeon crawler”, în care jucătorul este limitat la limitele pereților temniței, dar permit sisteme complexe de luptă, de comportament al inamicului și sistemele de pradă, dar și potențialul pentru multiplayer și joc online. Gauntlet, Diablo, The Binding of Isaac și  Enter the Gungeon sunt exemple în acest sens.
Variații ale genului dungeon crawl pot fi găsite și în alte genuri. La începutul anilor 2010 a avut loc o modestă renaștere a popularității lor, în special în Japonia, în mare parte datorită succesului seriei Etrian Odyssey de la Atlu.